# Гречанка (телесеріал)
Гречанка — український мелодраматичний телесеріал, знятий у 2014 році. Прем'єра відбулася 12 січня 2015 року на телеканалі «Інтер». 9 січня 2017 року відбулася прем'єра серіалу в Росії на «Першому каналі». Повторні покази транслювались на каналі «FilmUADrama» з українським багатоголосим закадровим озвученням.

## Сюжет
Таня Кулікова — екскурсовод в невеликому провінційному музеї. Вона серйозно цікавиться мистецтвом, а особливо — мистецтвом Стародавньої Греції. І сама вона ззовні схожа на гречанку. Саме завдяки своєму захопленню дівчина знайомиться з арт-дилером зі столиці — Григорієм Середою. Він гарний, заможний, розумний — справжній принц. Здавалося б, дівчина витягла той самий щасливий квиток …Але тільки Таня і не здогадувалася, що, вийшовши заміж за Гриця, їй доведеться мати справу з його владної матір'ю, яка не полюбляє Тетяну, і інтриганкою-коханкою. Казка для Тані швидко змінилася суворими буднями. Які ж випробування чекають на дівчину і чи зможе дівчина пройти нелегкий, повний зради, розчарувань і страждань шлях, а головне- хто ій буде допомагати?

## У головних ролях
- Ольга Гришина — Тетяна, гречанка
- Антон Феоктістов — Григорій, арт-диллер
- Ольга Сумська — Софія Миколаївна, мати Григорія
- Вікторія Литвиненко — Ірина, коханка Григорія
- Олексій Фатєєв — Сергій, сусід Тетяни та Григорія

## Українське багатоголосе закадрове озвучення
Українською мовою серіал озвучено студією «Так Треба Продакшн» на замовлення телеканалу «FilmUADrama» у 2018 році. Ролі озвучували: Володимир та Дмитро Терещуки, Валентина Сова і Тетяна Руда.